# Phytocoris obtectus
Phytocoris obtectus är en insektsart som beskrevs av Knight 1920. Phytocoris obtectus ingår i släktet Phytocoris och familjen ängsskinnbaggar. Inga underarter finns listade i Catalogue of Life.